# مذبحة بلين سافو
مذبحة بلين سافو في 2 فبراير 2022 قُتل أكثر من 60 مدنياً في مذبحة في إقليم دجوغو في مقاطعة إيتوري في جمهورية الكونغو الديمقراطية.
خلال الساعات الأولى هاجم متمردو«التعاونية من أجل تنمية الكونغو» (Cooperative for Development of the Congo CODECO) المسلحين بالمناجل والأسلحة الحادة مخيم بلين سافو، وهو مخيم للنازحين داخليًا في شمال شرق البلاد يعيش فيه حوالي 4000 شخص. قال شاهد: «سمعت صرخات لأول مرة عندما كنت لا أزال في الفراش، ثم عدة دقائق من طلقات الرصاص. هربت ورأيت مشاعل وأشخاصًا يبكون طلباً للمساعدة وأدركت أن رجال ميليشيا كوديكو CODECO هم من اقتحموا موقعنا».
تم نقل أربعة أشخاص بمن فيهم زعيم مجتمع باهيما نادهيري إلى المستشفى.